# تپه قره قیه
تپه قره قیه مربوط به عصر مس و سنگ - عصر مفرغ است و در شهرستان ملایر، بخش جوکار، دهستان ترک غربی، روستای کمری واقع شده و این اثر در تاریخ ۷ اسفند ۱۳۸۶ با شمارهٔ ثبت ۲۱۶۱۹ به‌عنوان یکی از آثار ملی ایران به ثبت رسیده است.